# Johan de Haas
Johan de Haas, de apodo Jo (Graft-De Rijp, 1 de septiembre de 1897 - Assen, 10 de abril de 1945), fue un autor, antimilitarista y anarquista de los Países Bajos. De Haas publicó también bajo el pseudónimo Vengeur.

## Vida
Tras el divorcio de sus padres, de Haas vivió principalmente con su padre, un actor y comediante itinerante, en Ámsterdam. El padre firmó un contrato con la marina holandesa que obligaba a Johan de Haas a ingresar a los catorce años, es decir, de 1912 a septiembre de 1921.
En 1917 de Haas se negó a seguir sirviendo en la marina y fue condenado a diez meses de cárcel, para ser expulsado posteriormente del ejército. En Ámsterdam se hizo miembro de la Sociaal Anarchistische Jeugdorganisatie (SASJO, «Organización juvenil anarcosocial»), a la que también pertenecía Anton Levien Constandse. Gracias a su talento como orador, también solía hacer de conferenciante para la Internationalen Anti Militaristische Vereeniging (IAMV, «Unión internacional antimilitarista»), para la que hacía propaganda Hendrik Ebo Kaspers, y para la Vrijdenkersbeweging («Movimiento librepensador»). La IAMV había sido fundada en 1904, siendo Domela Nieuwenhuis su principal valedor. A esta organización anarquista y anarcosindicalista pertenecían también, entre otros, Bart de Ligt, Jos. Giesen y, durante algún tiempo como director, Lambertus Johannes Bot.
Los Vrijdenker (librepensadores) estaban en contra del nacionalismo, el militarismo y el colonialismo. Defendían la democracia, la responsabilidad de los ciudadanos y los derechos humanos. Pertenecían a las primeras organizaciones de los Países Bajos que tenían puntos de vista progresistas en temas como los anticonceptivos, la homosexualidad, la cremación y la eutanasia. Esto interesaba a de Haas, que era homosexual.
A finales de 1921, de Haas y Pieter Adrianus Kooijman realizaron un atentado con bomba en la casa del mayor Verspyck, miembro del consejo de guerra responsable de la condena del objetor de conciencia Herman Groenendaal. De Haas fue absuelto del atentado. Entre 1922 y 1924 de Haas publicó artículos en las revistas holandesas Alarm y Opstand («Levantamiento») y viajó en bicicleta sobre todo por Holanda Septentrional, para agitar contra los partidos, los sindicatos, el parlamento, el comunismo y el capitalismo. Publicó numerosos artículos en las revistas De Vrije Socialist (desde 1919), De wapens neder (desde 1923), De Vrijdenker (desde 1924), De Arbeider (1924), De Ploeger (1927) y Bevrijding (de 1933 a 1936). De Haas no tenía trabajo fijo y vivía de los ingresos que generaban sus artículos, las ventas de folletos y sus conferencias.
En la década de 1930 se acercó a la psicología y al Bond van Anarcho-Socialisten, una organización cofundada por Clara Gertrud Wichmann, que entre otros temas estudiaba el anarquismo cristiano. En sus publicaciones, conferencias y discusiones con otros anarquistas, de Haas era progresista y rompía tabúes en el tema de la homosexualidad.
De julio de 1941 a marzo de 1942, de Haas estuvo preso en los campos de concentración de Schoorl y Amersfoort. Tras su liberación, trabajó en el Giro Crediet-Ring (un banco alternativo) y daba conferencias para los miembros de esa cooperativa. 
El 10 de abril de 1945, de Haas fue detenido por los nazis y ese mismo día, dos días antes de la liberación de la ciudad de Assen por los Aliados, fue asesinado en el Asserbos, el bosque de Asser, con un tiro en la nuca.